# União Republicana (Espanha, 1903)
A União Republicana (Unión Republicana em espanhol) foi um partido político espanhol fundado em Madrid em 1903 visando unificar as dispersas forças republicanas do país no contexto da Restauração, todos eles muito heterogêneos ideologicamente e com freqüência enfrentados a nível pessoal, o que impedira até então a convergência entre eles. Os precedentes mais imediatos foram as alianças eleitorais de 1893 e 1900, que dariam sucessos eleitorais consideráveis aos republicanos, especialmente na Catalunha. Os artífices da União Republicana foram Nicolás Salmerón, que séria o presidente, e Alejandro Lerroux. No seu programa reclamava a restauração da Constituição de 1869, a proclamação da república e convocar umas Cortes Constituintes.
O novo partido conseguiu reunir a todos os partidos republicanos espanhóis, salvo o Partido Republicano Democrático Federal, com o qual somente conseguiram uma aliança eleitoral. Nas eleições gerais de 1905, União Republicana obteve 30 cadeiras, com uma importante vitória na Catalunha, Valência e Madrid.
Contudo, a promulgação da “lei de Jurisdições” e a conveniência de pactuar com os catalanistas romperam o partido. De uma parte, os partidários de colaborar com os regionalistas (liderados por Salmerón) e de outra os opostos ao catalanismo, encabeçados por Alejandro Lerroux e apoiados, após uma tentativa de conciliação, por Julián Besteiro. Em 1908 Salmerón e uma parte da UR da Catalunha somaram-se a Solidaritat Catalana, coligação eleitoral que encabeçaria o próprio Salmerón com notável sucesso. Quando a posição favorável ao catalanismo se impôs no seio do partido, a Fraternidade Republicana de Alejandro Lerroux e o grosso dos núcleos da União no restante da Espanha (aos quais se aderiram, além de Besteiro, outros intelectuais como Giner de los Ríos ou Pío Baroja) abandonou a União e fundou o Partido Republicano Radical.
A União Republicana ficou bem como um partido primariamente catalão, com políticos da valia de Francesc Layret, Albert Bastardas, Eusebi Corominas, Emili Junoy, Lluís Companys ou Josep Roca. Em 1909 União Republicana coligou-se com o Centre Nacionalista Republicà e os federais, para formar Esquerra Catalana, aliança eleitoral que se apresentou às eleições de 1910. Em Abril de 1910, a iniciativa de Joaquim Lluhi, tornou-se num único partido, a União Federal Nacionalista Republicana.
 
 